# Serug
Serug este fiul lui Reu și tatăl lui Nahor (tatăl lui Terah). El este unul dintre primii patriarhi care au succedat "marea inundație" (potopul). 